# Ernst Weiß (Sänger)
Ernst Weiß, auch Ernst Weis (12. April 1828 in Coburg – 26. Juli 1871 in Braunschweig), war ein deutscher Opernsänger (Bariton/Tenor), Schauspieler und Theaterregisseur.

## Leben
Weiß betrat als Bariton die Bühne in Riga und sang dort auch Tenorpartien mit ausgesprochenem Erfolg. Allein es fehlte ihm an höherer, systematischer Gesangsausbildung. Da erwarb er sich die Gunst des Herzogs von Coburg, und dieser schickte ihn nach München zur Ausbildung zu Pellegrini. Seine Stimme gewann ungemein unter dieser Schulung, und da er auch hervorragende schauspielerische Begabung besaß, machte er seinem Mentor alle Ehre. Sein nächstes Engagement war Nürnberg, von dort kam er nach Stettin, Königsberg, Hannover und Hamburg. 1858 wurde er zu einem Gastspiel an das Hoftheater in Braunschweig eingeladen. Er debütierte als „Don Carlos“ und gefiel so außerordentlich, dass der Herzog sofort sein Engagement beschloss. Er wurde daselbst der Liebling des Publikums, tat aber auch alles Mögliche, um diese Gunst zu verdienen. Mit größtem Eifer wirkte er in Braunschweig, woselbst er auch im Jahre 1869 zum Regisseur der Oper ernannt wurde. Am 26. Juli 1871 starb er. 
Seine Frau Bertha Weiß, geborene Koch, wirkte ebenfalls in Braunschweig und zwar von 1858 bis 1892 und machte sich sowohl als Opernsängerin wie Schauspielerin verdient.

## Rezeption
„Er hinterließ das beste Andenken. W. wurde allen Anforderungen sowohl bei Durchführung klassischer Gesangsrollen, wie auch jener der Spieloper in edler und vollkommener Weise gerecht.“